# Frank Odberg
Frank Olof Odberg (ur. 1 marca 1879 w Gandawie, zm. w 1917) – belgijski wioślarz.
Odberg był uczestnikiem Letnich Igrzysk Olimpijskich 1900 w Paryżu. Jako reprezentant belgijskiego klubu Royal Club Nautique de Gand wystartował w ósemce, w której wraz z kolegami z klubu zdobył srebro olimpijskie.